# Lignyoptera thaumastaria
Lignyoptera thaumastaria là một loài bướm đêm trong họ Geometridae.